# In 80 Tagen um die Welt (1956)
In 80 Tagen um die Welt (Originaltitel: Around the World in Eighty Days) ist ein US-amerikanischer Abenteuer-Spielfilm aus dem Jahr 1956, der unter der Regie von Michael Anderson entstand. Der von Michael Todd produzierte Monumentalfilm basiert auf dem Roman Reise um die Erde in 80 Tagen von Jules Verne. Der Film wurde unter anderem mit fünf Oscars und zwei Golden Globes prämiert, darunter jeweils in der Kategorie Bester Film.

## Handlung
1872: Der englische Gentleman Phileas Fogg ist ein scheinbar emotionsloser Mann, der seinen Tagesablauf nach festen Gewohnheiten streng nach der Uhr lebt. Eines Tages wettet er mit einigen anderen Mitgliedern seines Londoner Clubs um 20.000 Pfund, dass er es schafft, in 80 Tagen um die Welt zu reisen. Zusammen mit seinem neuen Diener Passepartout bricht er unverzüglich zur Weltumrundung auf. Zu seinem Unglück findet gleichzeitig in London ein rätselhafter Bankraub statt. Die Polizei hält den nichtsahnenden Fogg aufgrund seiner schnellen Abreise und der von ihm mitgeführten, für die Reise benötigten enormen Bargeldmenge fälschlicherweise für den Räuber. Ein Polizeidetektiv heftet sich daraufhin an seine Fersen. Während ihrer Reise, die sie mit Hilfe von Gasballons, Eisenbahnen, Schiffen, Elefanten usw. durchführen,  erleben Fogg und Passepartout allerhand phantastische Abenteuer. Viele Schwierigkeiten und Verzögerungen sind zu meistern, die ihren Zeitplan gefährden. In Indien gelingt es ihnen sogar, eine junge indische Prinzessin, die während einer religiösen Zeremonie geopfert werden soll, zu retten, und sie nehmen sie mit auf ihre weitere Reise. Der jungen Frau gelingt es, Fogg die Augen zu öffnen und die Unsinnigkeit seines bisherigen Lebenswandels zu erkennen, und er verliebt sich in sie.
In Amerika legt sich Fogg mit dem streitsüchtigen Colonel Proctor an, doch dieser erhält einen Schlag auf den Kopf. Auf der Zugfahrt von San Francisco nach New York trifft Fogg ihn wieder. Während der Fahrt bekommt der Zug es mit einer riesigen Büffelherde, die die Gleise blockiert, und mit einer sehr lockeren Brücke über einem reißenden Fluss zu tun, die nach der Überfahrt des Zuges einstürzt. Am anderen Ufer fordert Proctor Fogg zum Duell. Doch bevor das Duell ausgetragen werden kann, wird der Zug von Sioux-Indianern überfallen. Passepartout versucht über die Dächer, den Heizer und den Lokführer zu verständigen, doch dieser springt vom Dach, nachdem der Zug einen Tunnel durchfahren hat. Passepartout reist mit einem vorbeiziehenden Planwagen weiter, spannt während der Verfolgung mit den Indianern eines der Pferde aus und reitet allein weiter. Doch gerät er kurz darauf in die Hand der Indianer und soll bei lebendigen Leibe am Marterpfahl verbrennen. Fogg hat unterdessen an der Kavalleriestation Fort Phil Kearney die Kavallerie verständigt und rettet mit den Soldaten Passepartout in letzter Sekunde. Von Fort Phil Kearney fahren sie mit einem selbstgebauten Schlitten weiter, doch in New York verpassen sie das Anschlussschiff. Dennoch gelangen sie mit dem Dampfschiff Henrietta nach England. Dabei nehmen sie das Schiff fast auseinander.
Wieder in England eingetroffen – Fogg ist dicht daran, die Wette zu gewinnen – greift der Polizeibeamte zu und verhaftet Fogg. Zwar stellt sich dann schnell der Irrtum heraus, aber Fogg kehrt mit Passepartout einen Tag zu spät geschlagen in sein Haus in London zurück, zusammen mit der jungen Inderin, die ihm auch zugetan ist, seine Frau werden und ihm helfen will, ein neues Leben zu beginnen. Immerhin ein Trost für ihn, da er seine Wette wohl verloren hat. Doch das stellt sich plötzlich als Irrtum heraus: Bei der Reise durch die verschiedenen Zeitzonen überschritt er die Datumsgrenze in östlicher Richtung und "kürzte" so seine Reisedauer. Daher irrte Fogg sich beim Führen seines Reisetagebuches um einen ganzen Tag. Er ist also genau am Schlusstag in London eingetroffen. Hastig macht er sich auf zu seinem Club, um pünktlich zur festgesetzten Uhrzeit dort anzukommen. Der Weg ist wie üblich mit Hindernissen gepflastert, aber genau zum Gongschlag betritt er den Club und gewinnt glücklich die Wette.

## Produktionsnotizen
Der Film wurde in dem von Michael Todd mitentwickelten Breitwandverfahren Todd-AO gedreht. Die Uraufführung erfolgte am 17. Oktober 1956 im Rivoli Theatre, New York, die deutsche Erstaufführung am 4. Oktober 1957 im Düsseldorfer Capitol.

## Cameos
Neben den Hauptdarsteller(inne)n haben zahlreiche berühmte Schauspieler Cameos (hier in alphabetischer Reihenfolge) mitgewirkt. Der Produzent des Films, Michael Todd, erfand im Zuge dieses Filmes überhaupt erst den Begriff des Cameo-Auftritts.
- Ronald Adam: Reform-Club-Stewart
- Charles Boyer: Monsieur Gasse, Ballonfahrer
- Joe E. Brown: Bahnhofsvorsteher in Fort Kearney
- Robert Cabal: Elefantenführer
- Martine Carol: Dame am Pariser Zugbahnhof
- John Carradine: Colonel Stamp Proctor, Fahrgast im Zug
- Charles Coburn: Angestellter der Dampfschiff-Firma in Hongkong
- Ronald Colman: Mitarbeiter der indischen Eisenbahn
- Melville Cooper: Mr. Talley, Steward der RMS Mongolia
- Noël Coward:  Roland Hesketh-Baggott, Londoner Arbeitsagentur
- Finlay Currie: Andrew Stuart, Reform-Club-Mitglied und Wettpartner
- Reginald Denny: Polizeichef in Bombay
- Andy Devine: Erster Maat der S.S. Henrietta
- Marlene Dietrich: Bardame im Barbary-Coast-Saloon
- Luis Miguel Dominguín: Stierkämpfer
- Fernandel: Pariser Kutscher
- Walter Fitzgerald: Reform-Club-Mitglied
- Sir John Gielgud: Mr. Foster, früherer Butler
- Hermione Gingold: Sportliche Frau
- José Greco: Flamenco-Tänzer
- Sir Cedric Hardwicke: General Sir Francis Gromarty, Indien
- Trevor Howard: Denis Fallentin, Reform-Club-Mitglied
- Glynis Johns: Sportliche Frau
- Buster Keaton: Zugschaffner (San Francisco nach Fort Kearney)
- Evelyn Keyes: Flirt in Paris
- Beatrice Lillie: Erweckungspredigerin in London
- Peter Lorre: Steward auf der S.S. Carnatic
- Edmund Lowe: Ingenieur der S.S. Henrietta
- Keye Luke: Alter Mann im Reisebüro in Yokohama
- A. E. Matthews: Reform-Club-Mitglied
- Mike Mazurki: Betrunkener Gast in Hongkonger Bar
- Colonel Tim McCoy: Colonel der US-Kavallerie
- Victor McLaglen: Steuermann der S.S. Henrietta
- John Mills: Londoner Kutscher
- Robert Morley: Gauthier Ralph, Reform-Club-Mitglied & Bank-of-England-Chef
- Alan Mowbray: Britischer Konsul in Suez
- Edward R. Murrow: Erzähler des Prologs
- Jack Oakie: Kapitän der S.S. Henrietta
- George Raft: Türsteher des Barbary-Coast-Saloon
- Gilbert Roland: Achmed Abdullah
- Cesar Romero: Abdullahs Handlanger
- Frank Royde: Geistlicher
- Frank Sinatra: Barpianist
- Red Skelton: Betrunkener im Barbary-Coast-Saloon
- Ronald Squire: Reform-Club-Mitglied
- Basil Sydney: Reform-Club-Mitglied
- Richard Wattis: Inspektor Hunter von Scotland Yard
- Harcourt Williams: Hinshaw, Reform-Club-Stewart

## Synchronisation
Die deutsche Synchronfassung entstand bei der Ultra-Film Synchron GmbH, Berlin.
| Rolle                                                        | Darsteller           | Synchronsprecher      |
| ------------------------------------------------------------ | -------------------- | --------------------- |
| Phileas Fogg                                                 | David Niven          | Gert Günther Hoffmann |
| Passepartout                                                 | Cantinflas           | Hans Putz             |
| Prinzessin Aouda                                             | Shirley MacLaine     | Gertrud Kückelmann    |
| Inspector Fix                                                | Robert Newton        | Werner Peters         |
| Monsieur Gasse, Ballonfahrer                                 | Charles Boyer        | Siegfried Schürenberg |
| Elefantenführer                                              | Robert Cabal         | Gerd Duwner           |
| Erster Maat der S.S. Henrietta                               | Andy Devine          | Gerd Duwner           |
| Colonel Stamp Proctor, Fahrgast im Zug                       | John Carradine       | Friedrich Joloff      |
| Mitarbeiter der indischen Eisenbahn                          | Ronald Colman        | Friedrich Joloff      |
| Ingenieur der S.S. Henrietta                                 | Edmund Lowe          | Friedrich Joloff      |
| Angestellter der Dampfschiff- Firma in Hongkong              | Charles Coburn       | Paul Wagner           |
| Mr. Talley, Steward der RMS Mongolia                         | Melville Cooper      | Konrad Wagner         |
| Mr. Foster, früherer Butler                                  | Sir John Gielgud     | Konrad Wagner         |
| Roland Hesketh-Baggott, Londoner Arbeitsagentur              | Noël Coward          | Albert Lieven         |
| Polizeichef in Bombay                                        | Reginald Denny       | Arnold Marquis        |
| Steuermann der S.S. Henrietta                                | Victor McLaglen      | Arnold Marquis        |
| Pariser Kutscher                                             | Fernandel            | Bruno W. Pantel       |
| Betrunkener im Barbary-Coast- Saloon                         | Red Skelton          | Bruno W. Pantel       |
| Sportliche Frau                                              | Hermione Gingold     | Agnes Windeck         |
| General Sir Francis Gromarty, Indien                         | Sir Cedric Hardwicke | Wolf Martini          |
| Denis Fallentin, Reform-Club- Mitglied                       | Trevor Howard        | Wolfgang Lukschy      |
| Zugschaffner (San Francisco nach Fort Kearney)               | Buster Keaton        | Erich Kestin          |
| Erweckungspredigerin in London                               | Beatrice Lillie      | Friedel Schuster      |
| Steward auf der S.S. Carnatic                                | Peter Lorre          | Walter Bluhm          |
| Londoner Kutscher                                            | John Mills           | Franz Otto Krüger     |
| Gauthier Ralph, Reform-Club- Mitglied & Bank-of-England-Chef | Robert Morley        | Erich Fiedler         |
| Britischer Konsul in Suez                                    | Alan Mowbray         | Peter Elsholtz        |
| Türsteher des Barbary-Coast -Saloon                          | George Raft          | Peter Elsholtz        |
| Erzähler des Prologs                                         | Edward R. Murrow     | Curt Ackermann        |
| Kapitän der S.S. Henrietta                                   | Jack Oakie           | Benno Hoffmann        |
| Achmed Abdullah                                              | Gilbert Roland       | Jochen Schröder       |
| Abdullahs Handlanger                                         | Cesar Romero         | Alexander Welbat      |
| Inspektor Hunter von Scotland Yard                           | Richard Wattis       | Ralph Lothar          |
| Hinshaw, Reform-Club-Stewart                                 | Harcourt Williams    | Gerd Prager           |

## Veröffentlichung

### Kino-Uraufführungen
- USA: 17. Oktober 1956
- Deutschland: 4. Oktober 1957
- Österreich: 7. März 1958[4]

### DVD-Veröffentlichung
- In 80 Tagen um die Welt. Edition „Bester Film“. Special-Edition-2-DVD-Set. Warner Home Video 2007

### Soundtrack
- Victor Young: Around the World in Eighty Days. The Original Motion Picture Soundtrack (Expanded Edition). Hit Parade Records/Eric Records, Oshawa (Ontario) 2007, Tonträger-Nr. 13502 – digital überarbeitete stereofone Originalaufnahme der Filmmusik unter der Leitung des Komponisten

## Rezeption

### Kritik
- Lexikon des internationalen Films: Eine spaßige und fesselnde Abenteuerschau in prachtvoller Ausstattung, mit zahlreichen Gaststars.[5]

### Auszeichnungen
Academy Awards 1957
- Beste Kamera
- Bester Schnitt
- Beste Musik
- Bester Film
- Bestes adaptiertes Drehbuch
  - weitere Nominierungen:
  - Bestes Szenenbild
  - Bestes Kostümdesign
  - Beste Regie

Directors Guild of America Award 1957
- Nominierung:
  - „Outstanding Directorial Achievement in Motion Pictures“

Golden Globe 1957
- Bester Film – Drama
- Bester Hauptdarsteller – Komödie/Musical
  - weitere Nominierung:
  - Beste Regie

National Board of Review Award 1956
- Bester Film

New York Film Critics Circle Award 1956
- Bester Film
- Bestes Drehbuch

Writers Guild of America Award (Screen)
- Bester Schreiber amerikanischer Komödie

## Weitere Verfilmungen des Romans
- In 80 Tagen um die Welt (1989)
- In 80 Tagen um die Welt (2004)
- In 80 Tagen um die Welt (Fernsehserie)